# KHD DG 1500 CCM
Die DG 1500 CCM ist eine Diesellokomotiv-Bauart des Herstellers Klöckner-Humboldt-Deutz (KHD) aus dem Typenprogramm von 1968, die in drei Exemplaren hergestellt wurde.
Zwei Lokomotiven waren 2015 noch vorhanden.

## Geschichte
1970 entstanden diese drei Lokomotiven aus dem Typenprogramm 1968. Die Bezeichnung DG 1500 CCM bedeutete: Drehgestelllokomotive mit Gelenkwellenantrieb, 1500 PS Motorleistung, Achsfolge C’C’ und die Ausführung mit Mittelführerstand.

### Dortmunder Eisenbahn D30–D32
Die Lokomotiven gelangten zuerst unter der Bezeichnung D30 – D32 an die Dortmunder Eisenbahn. Die Lokomotiven verrichteten dort bis Ende der 1970er Jahre ihren Dienst.

### WLE VL 0637–0638
Die ersten beiden Lokomotiven wurden daraufhin an die Westfälische Landes-Eisenbahn verkauft und erhielten dort die Bezeichnungen VL 0637 und VL 0638. Die dritte Lokomotive wurde nach Italien verkauft. Sie existierte 2019 noch und hat die NVR-Nummer 98 83 948 1044-9 I-GEFER.
Die bei der WLE eingesetzten Lokomotiven wurden besonders im Kalksteinzugverkehr eingesetzt und wurden 1990 in 37 und 38 umgezeichnet. Die Lok 37 erhielt dabei den Beinamen Münster und wurde 2005 untersuchungspflichtig abgestellt. Eine Untersuchung wurde nicht mehr ausgeführt, 2019 wurde sie in Lippstadt verschrottet.
Die andere Lokomotive der WLE hat 2007 die NVR-Nummer 98 80 0421 006-4 D-WLE im deutschen Fahrzeugeinstellungsregister erhalten. Der letzte Datenbankeintrag stammt aus dem Jahr 2015.

## Technische Beschreibung
Die 1970 entstandenen Lokomotiven haben unterschiedlich lange Vorbauten und sind vorn abgerundet. Trotz der Ausrüstung mit nur einer Maschinenanlage waren sie die schwersten Lokomotiven des gesamten Typenprogrammes von KHD.
Der Zwölfzylinder-Zweitakt-Dieselmotor, der mit seiner Nenndrehzahl von 910/min ein mittelschnell laufender Motor war, gab seine Kraft an ein Strömungsgetriebe von Voith ab. Die Getriebe hatten ursprünglich einen Langsam- sowie einen Schnellgang.
Bei der Hauptuntersuchung in den 1990er Jahren wurde bei den Lokomotiven der WLE ein Sechzehnzylinder-Viertakt-Dieselmotor von Caterpillar eingebaut, der eine Leistung von 1470 kW (2000 PS) abgab. Dieser Motor war ein Schnellläufer. Das Getriebe wurde ebenfalls mehrfach geändert. Gegenüber den Lokomotiven des Typenprogrammes 1959 wurden Drehgestelle mit technischen Verbesserungen eingesetzt.